# Het Lam Gods (gebroeders Van Eyck)
De aanbidding van het Lam Gods is een religieus veelluik van de gebroeders Hubert en Jan van Eyck, voltooid omstreeks 1432. Het werk, een hoogtepunt van de Vlaamse Primitieven, is op eikenhout geschilderd in opdracht van de Gentse burger-koopman Joos Vijd als altaarstuk voor de Vijdkapel in de Sint-Baafskathedraal van Gent. Op één gestolen paneel na, de Rechtvaardige rechters, is het schilderij intact te bewonderen in dat kerkgebouw.

## Algemeen

### Datering
De opdrachtgever voor het altaarstuk was de koopman en politicus Joos Vijd, die toen voorschepen van de stad Gent was. Het was ontworpen voor de Vijdkapel, in de huidige Sint-Baafskathedraal. Destijds waren Vijd en zijn echtgenote daarvan begunstigers, en stond de kerk bekend als de Sint-Janskerk. Het stuk werd officieel op 6 mei 1432 geïnstalleerd om samen te vallen met een officiële ceremonie voor Filips de Goede. Dankzij het kwatrijn is het altaarstuk zeer goed te dateren:
"Hubert van Eyck, de grootste schilder ooit, begon dit werk; zijn broer Jan, die tweede in de schilderkunst was, voltooide deze zware taak op vraag van Joos Vijd. Deze vertrouwt dit werk aan uw goede zorgen toe op 6 mei 1432. Bewonder wat zij tot stand hebben gebracht." 
De ontcijfering hiervan is mogelijk door het chronogram uit te rekenen, dat het vierde vers schrijft. Hubert nam de opdracht aan en was waarschijnlijk verantwoordelijk voor het algehele ontwerp, maar overleed in 1426. Waarschijnlijk werd het werk voornamelijk tussen 1430 en 1432 uitgevoerd en afgemaakt door zijn jongere en bekendere broer Jan van Eyck. Ondanks pogingen om afzonderlijke gedeelten aan een van beide broers toe te schrijven, is geen overtuigende scheiding tot stand gebracht.

### Opbouw
Het altaarstuk bestaat uit twaalf panelen, waarvan er acht met scharnieren gesloten kunnen worden. Elke vleugel is aan beide zijden beschilderd, zodat er twee verschillende voorstellingen zijn naargelang de panelen open of dicht zijn. De vleugels waren alleen op zon- en feestdagen open en vaak met een kleed bedekt.  In 1934 werden twee panelen gestolen - een van de bekendste kunstroven van België - waarvan er één, voorstellende De Rechtvaardige Rechters, uiterst linksonder gesitueerd, nooit werd teruggevonden. Sinds 1986 wordt het veelluik bewaard in een streng beveiligde glazen kooi in de Villakapel of Doopkapel van de kathedraal met alarmsysteem, gewapende kapeldeur en continue camerabewaking. Later werd het eerst om veiligheidsredenen verplaatst naar de hoofdkapel van de kathedraal. In 2021 werd het verplaatst naar de van glasramen voorziene Sacramentskapel.
In 2010 onderging het veelluik een grondig wetenschappelijk onderzoek ter voorbereiding op ingrijpende restauratiewerkzaamheden, die in 2012 aanvingen. De eerste twee fasen werden afgerond in 2020. De derde en laatste fase startte in 2023 en zal tot 2026 duren.

## Beschrijving eniconografie

### Beschrijving van het geopende altaarstuk
Het retabel dat nu in geopende toestand, streng beveiligd in de doopkapel opgesteld staat, werd vroeger slechts op de bijzondere feestdagen van de kerk geopend; zoals Kerstmis, Pasen en Allerheiligen. Het grootste deel van het jaar kwamen de schenkers Joos Vijd en Lysbette Borluut, aan de achterzijde bewust in beeld.
De bovenste panelen tonen van links naar rechts:
1. Adam; daarboven het offer van Kaïn en Abel
2. Zingende engelen
3. Maria
4. God op de troon
5. Johannes de Doper
6. Musicerende engelen
7. Eva; daarboven de moord van Kaïn op Abel

Panelen 3,4 en 5 samen vormen de deësis.
De onderste panelen tonen aan weerszijden figuren die op weg zijn naar de aanbidding van het Lam:
1. de Rechtvaardige Rechters
2. de Ridders van Christus
3. de aanbidding van het Lam
4. de kluizenaars
5. de pelgrims op bedevaart

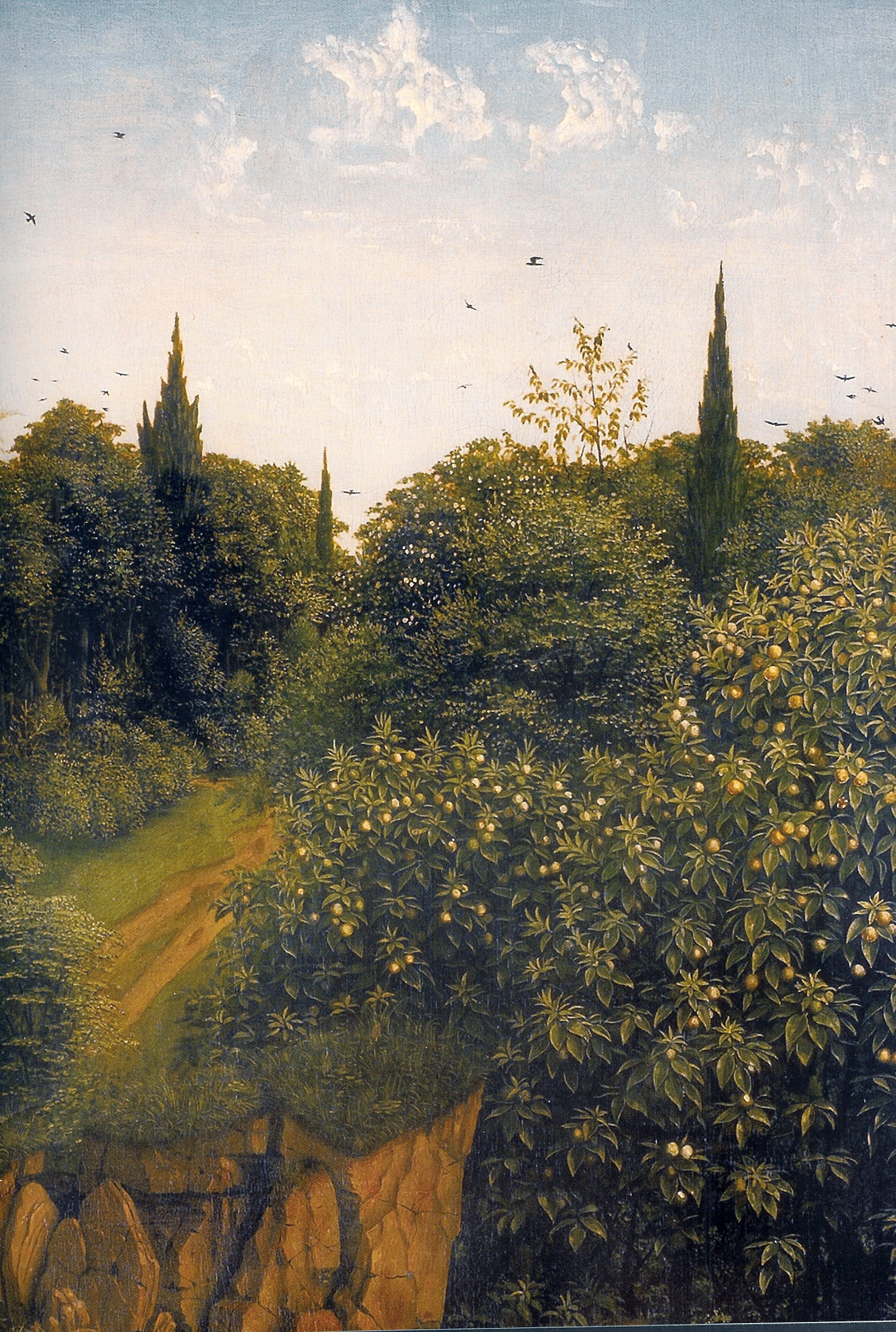
Detail van het landschap, paneel De kluizenaars, rechtsonder

Lange tijd werd gedacht dat de vrucht (de "verboden vrucht" uit Genesis 3:6) in de hand van Eva een appel was. Dit werd reeds naar voren gebracht door Lucas Cranach in 1526, terwijl Michelangelo in 1512 dacht dat het een vijg was. In 2011 toonden de wiskundige Dirk Huylebrouck en de Hongaarse kunsthistorica Beatrix Mecsi aan dat het een bijna uitgestorven citrusvrucht of etrog betreft, namelijk Citrus × limon 'Pomum Adami' (synoniem: Citrus lumia var. pomum adami, dus Adamsappel).
Het is niet met zekerheid te zeggen wie de goddelijke Heer is: God de Vader of Christus zetelend als rechter. Tot de 20e eeuw werd de eerste interpretatie aangehouden. Belangrijke argumenten daarvoor zijn de aanwezigheid van scepter en schoeisel, de afwezigheid van verwondingen en het feit dat het retabel zo - samen met de duif en het Lam - de Drievuldigheid afbeeldt. Voor de tweede interpretatie pleiten onder andere de pelikanen en andere Christussymbolen op de troon en de wijzende vinger van Johannes de Doper naar de goddelijke Heer. Ook staat op het gewaad 'Koning der Koningen en Heer der Heren' als inscriptie geborduurd, benamingen voor Christus.
Op het onderste middenpaneel zijn cirkelgewijs personen gegroepeerd die het Lam aanbidden; zoals de belijders, de heilige vrouwen en de kerkvaders. Zij zijn met precisie geschilderd, maar perspectivisch niet correct aangezien ze bij bosjes lijken te zweven op de grasvlakte. In dit paneel past men niet het precieze Italiaanse lijnperspectief toe, maar het atmosferisch perspectief, waarbij ruimtesuggestie ontstaat door de kleur, vorm en textuur dichter bij de horizon gelijkmatig te vervagen.
Er loopt een denkbeeldige verticale as door de panelen die God de Vader, de Heilige Geest (een duif in een halfrond aureool), het geofferd en bloedend Lam (God de Zoon) achtereenvolgens snijdt, als symbool van de Drievuldigheid. De onderste rij panelen worden horizontaal verbonden door een hoge horizonlijn waardoor alle afbeeldingen in vogelperspectief staan. Deze doordachte compositie verleent het werk een inwendige dynamiek en zorgt voor een binding van de delen.

### Beschrijving van het gesloten altaarstuk
De onderste panelen tonen:
- De schenker Joos Vijd
- Johannes de Doper, als standbeeld in grisailletechniek
- Johannes de Evangelist/Apostel, idem
- De vrouw van de schenker, Lysbette Borluut

Daarboven, verdeeld over vier panelen, de Annunciatie met aan de linkerkant de aartsengel Gabriël en aan de rechterkant de Heilige Maagd.

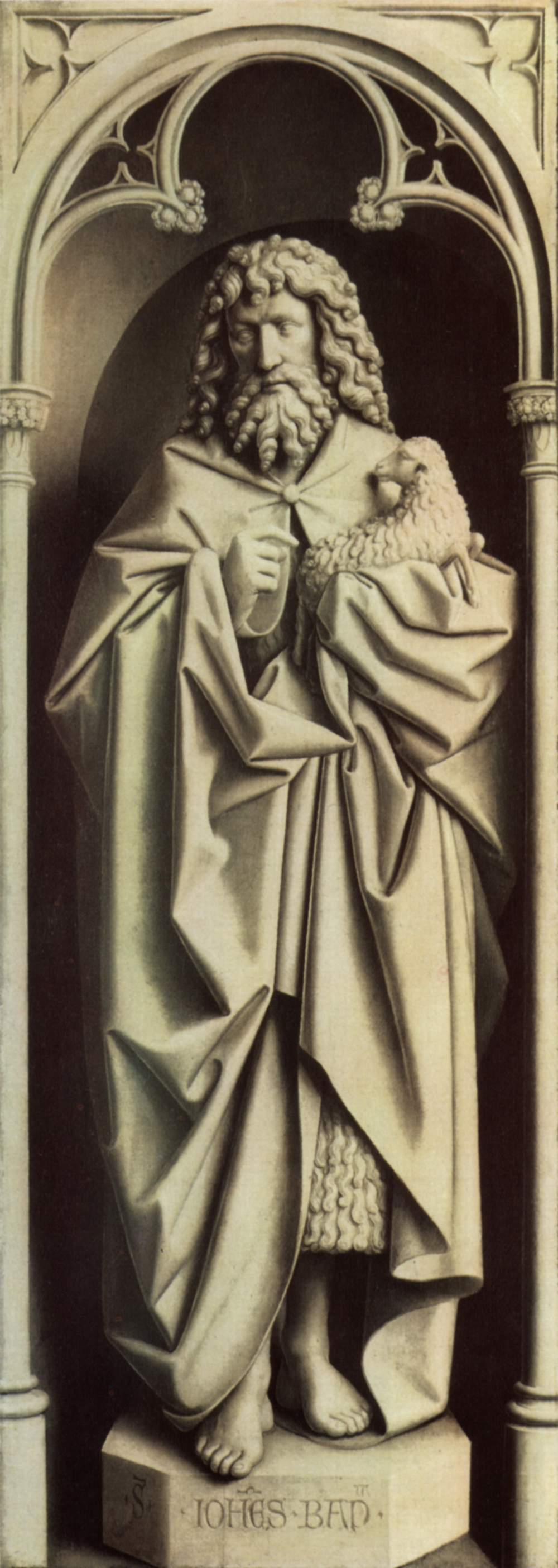
Johannes de Doper

Bovenaan:
- De profeet Zacharia
- De Sibille van Erythrae
- De Sibille van Cumae
- De profeet Micha.

#### Johannes de Doper
Johannes de Doper is te herkennen aan het lam dat hij vasthoudt. Als volwassene is hij gewoonlijk uitgemergeld en haveloos afgebeeld, gekleed in dierenhuiden, met een leren gordel. Op het altaarstuk is hij inderdaad afgebeeld met lang haar en een woeste baard, hij is blootsvoets en onder zijn mantel is nog een stuk dierenhuid te zien. Hij heeft een vermoeide uitdrukking op zijn gezicht en in zijn armen houdt hij een lam, wat duidt op zijn woorden "zie het Lam van God" waarmee hij naar Jezus wijst.
Johannes de Doper was een patroonheilige van Gent en van de kerk waarvoor het Lam Gods was bestemd, de huidige Sint-Baafskathedraal.

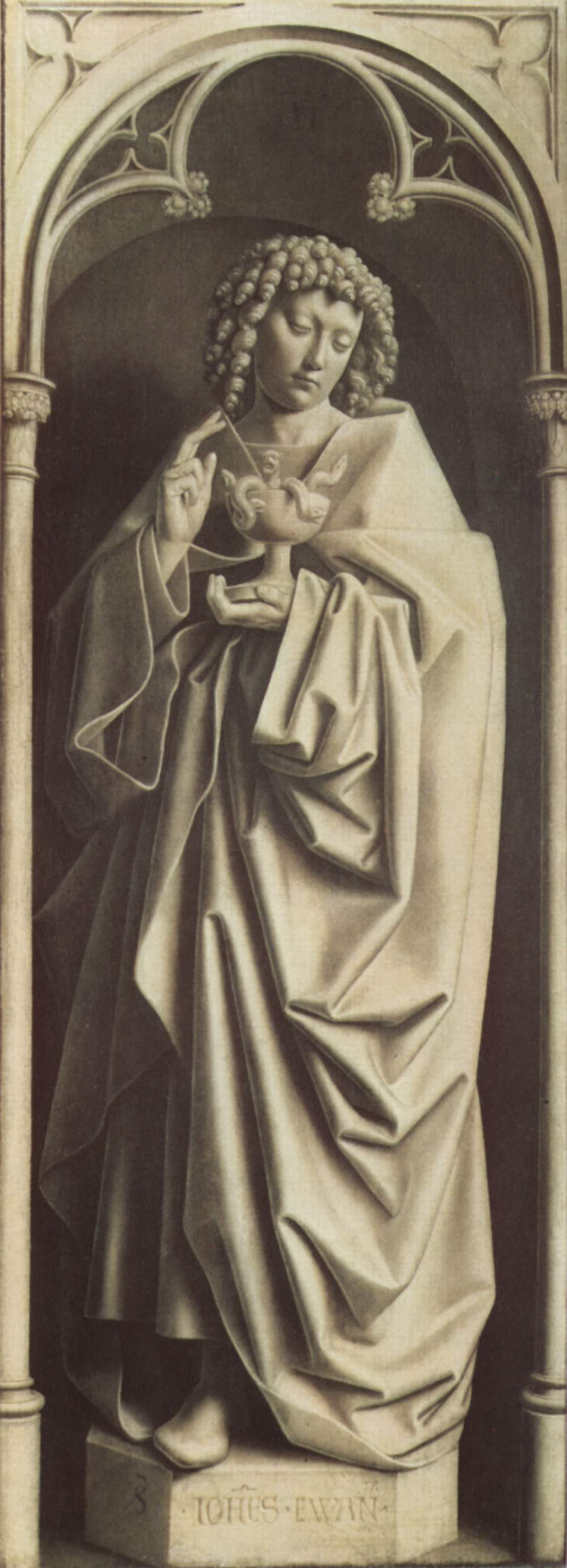
Johannes de Evangelist

#### Johannes de Evangelist/Apostel
Johannes de Evangelist/Apostel is te herkennen aan de miskelk met slangen die hij vasthoudt. Hij wordt in de beeldende kunst op twee manieren afgebeeld; als apostel is hij jong, als evangelist is hij daarentegen een grijsaard met baard. Op het altaarstuk is hij jong en vrouwelijk, met halflang, loshangend en krullend haar en zonder baard. De miskelk verwijst naar de legende waarin de priester van de tempel van Diana van Efeze Johannes te drinken gaf uit een vergiftigde beker om diens geloof op de proef te stellen. Het vergif schaadde Johannes echter niet. De miskelk staat symbool voor het christelijk geloof en de slang voor Satan.

#### De profeet Zacharia
Zacharia was de elfde van de twaalf kleine profeten. Zacharia is volgens de in zijn profetieën genoemde data opgetreden van het tweede tot het vierde jaar van de Perzische koning Darius I, kort na het einde van de Babylonische Ballingschap (circa 520 v.Chr.). Zijn optreden valt samen met de eerste pogingen tot nationaal en godsdienstig herstel die door de landvoogd Zorobabel en de hogepriester Jesua werden ondernomen. De profeet richtte zich tegen het gebrek aan Godsvertrouwen en de zelfzucht van het volk: bekering is voorwaarde voor verder herstel. Bij de beschrijving van dit herstel ziet de schrijver in profetisch perspectief tegelijkertijd het geluk van Gods volk in de messiaanse tijd en het volledig herstel op het einde der tijden, wanneer Israël zich zal bekeren.
Op het altaarstuk is hij afgebeeld terwijl hij in een boek bladert. Op de banderol boven hem staat in het Latijn: 'Exulta satis filia Sion iubila filia Hierusalem ecce rex tuus veniet'. Dit komt uit Zacharia 9:9 en betekent: 'Juich van vreugde, dochter van Sion, Jubel, dochter van Jeruzalem, Zie, uw Koning komt naar u toe'. Dit verwijst naar de geboorte van Christus.

#### De profeet Micha
De profeet Micha, afkomstig uit Morésjet in Juda, was een tijdgenoot van de profeet Jesaja en oefende evenals deze tegen het einde van de achtste eeuw v.Chr. in Juda zijn profetische zending uit. Micha's prediking is vooral tegen de zedelijke verwildering gericht, tegen de onrechtvaardigheid en harteloosheid, tegen de afpersing en omkoopbaarheid van leiders, priesters en profeten. De profeet waarschuwt dat Jeruzalem, als het zich niet bekeert, hetzelfde lot zal ondergaan als Samaria (bij de val in het jaar 722). De ondergang en ballingschap van Jeruzalem staan in het middelpunt van zijn prediking, maar deze bedreiging is verbonden met de voorzegging van het herstel: het heil zal komen van de grote Zoon van David, die in Bethlehem zal worden geboren.
Micha is op het altaarstuk afgebeeld met naast hem een dicht boek en boven hem een banderol met daarop de woorden: 'Ex te mihi egredietur qui sit dominator in Israhel'. Dit komt uit Micha 5:1 of 5:2 en betekent: 'Uit u (namelijk uit Bethlehem) zal Mij Een ontspruiten, die over Israël zal heersen'. Dit verwijst naar de geboorte van Christus.

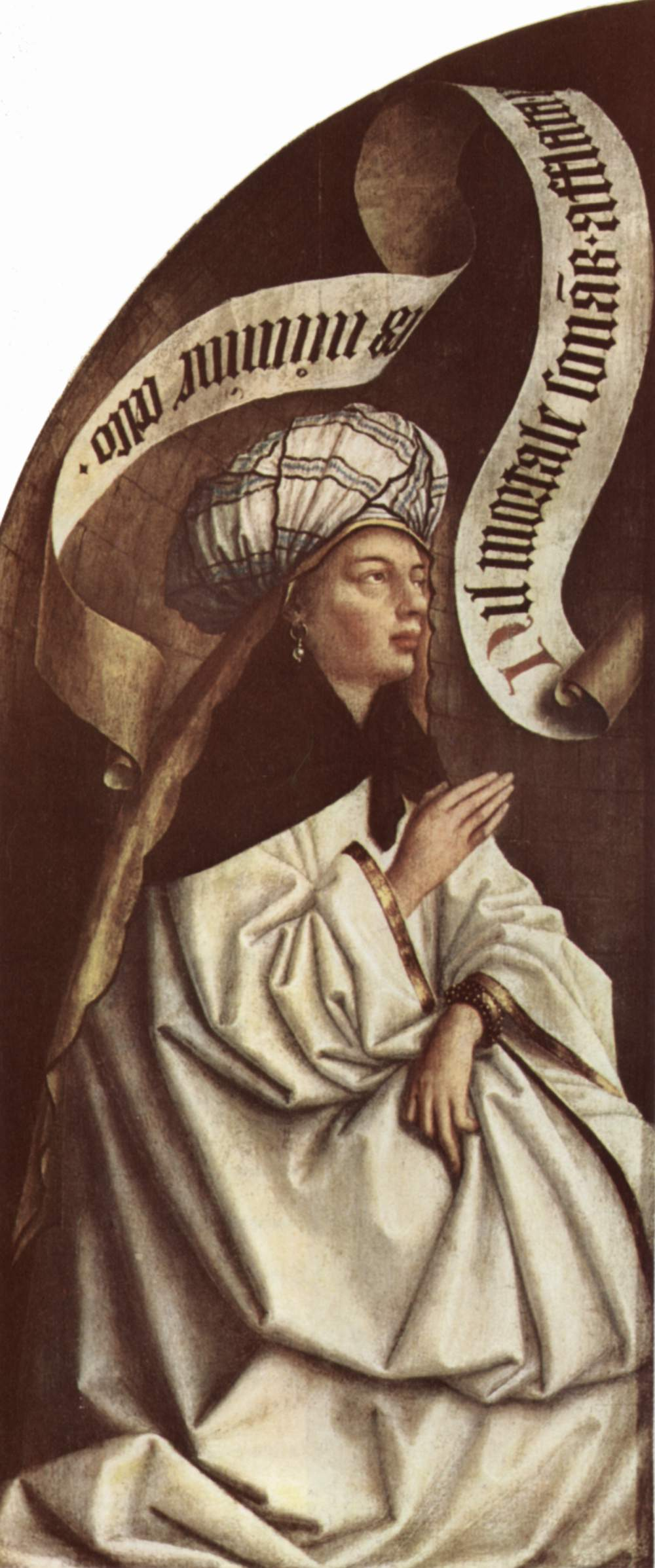
Sibille van Erythrae

#### Sibillen
In de oudheid was sibille de benaming voor een vrouw die, bezield door de godheid, met name Apollo, in extase profeteerde. In de beeldende kunst worden de sibillen vaak in cycli afgebeeld als tegenhangers van de profeten. In de beeldende kunst wordt de sibille van Erythrae (een plaats in Griekenland) vaak gebruikt als symbool voor Azië, en die van Cumae (bij het huidige Napels) voor Europa. Volgens laatmiddeleeuwse opvatting heeft iedere sibille een voorval uit Christus' leven beschreven en voorgezegd en deze uitspraken komen tot uiting in de attributen die ze bij zich hebben. De sibillen die afgebeeld zijn op het altaarstuk, hebben echter geen attributen. Ze hebben beiden wel een banderol waarop een profetische uitspraak in het Latijn staat die waarschijnlijk verwijst naar Christus' geboorte.

## Christelijke symboliek
De apostel Johannes betitelt Jezus Christus als het Lam Gods (Johannes 1:29,36, Openbaring 5-8). Dit thema verwijst naar de oude joodse gewoonte om middels een zoenoffer het volk te bevrijden van zijn zonden. Eén en ander vindt zijn oorsprong in het Oude Testament, Bijbelboek Exodus, hoofdstuk 12 (De instelling van het Pascha/ Pesach). In de rooms-katholieke eucharistieviering worden kerkgangers daar wekelijks aan herinnerd wanneer het Agnus Dei wordt gezongen: "Zie het Lam Gods, dat wegneemt de zonden der wereld".

## Schilderkunst

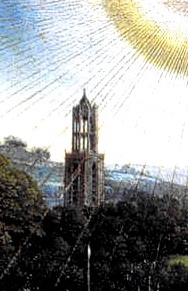
Blik op de Dom van Utrecht in het onderste middenpaneel

Van Eyck behoort tot de school der Vlaamse Primitieven. Deze school, met ook schilders als Hugo van der Goes en Rogier van der Weyden, muntte uit in het zeer precies en gedetailleerd weergeven van textuur en stofuitdrukking.
Het Lam Gods staat in het onderste deel op een altaar in de open lucht en wordt, in concentrische cirkels geschikt, aanbeden door engelen, heilige vrouwen, belijders en kerkvaders. Onder het Lam staat een achthoekige fontein afgebeeld, genoemd "de fontein van het leven".
Het stuk is een drieluik geschilderd in olieverf op wit geplamuurde hardhouten panelen. De eiken panelen schuurde men eerst glad en daarna overdekte men ze met een emulsie van krijtpoeder en lijm. Met fijne penselen bracht men de doorschijnende verflaag laag voor laag aan. Deze verflagen bestonden uit drogende olie waarin pigment- of kleurstofkorrels waren opgelost in vrij geringe hoeveelheid. Door deze techniek kon het licht binnendringen en weerkaatst worden door de witte achtergrond. Het is alsof een zachte lichtbron achter en door het schilderij heen straalt waardoor het geheel een inwendige glans verkrijgt.
Het drieluik is voorzien van twee lange, verticale pianoscharnieren zodat de beide dichtgeklapte zijluiken het middendeel volledig kunnen bedekken. Het geopend panelengeheel is 4,40 meter breed en 3,40 meter hoog.

## Artistieke waarde
Het altaarstuk wordt tot de hoogtepunten van de Europese schilderkunst gerekend. Het heeft de Beeldenstorm niet door toeval doorstaan. Johan Huizinga noemt het veelluik in zijn essay "De kunst der Van Eycks in het leven van hun tijd" een topstuk van de middeleeuwse schilderstraditie en plaatst het tegenover de werken van Giotto en de vroege renaissance.
De gebroeders Van Eyck verloren zich in microscopische details. Een eenheid van compositie werd alleen bereikt door de figuren in rust af te beelden in een "bloot rekenkundige nevenschikking". De details van de panelen zijn onovertroffen maar "in de voorstelling van gebouwen en landschappen zijn zwakheden te bespeuren". Het perspectief noemt Huizinga "zwak"; het gaat om een primitief of intuïtief perspectief omdat de schilders van Noord-Europa de kennis van een wetenschappelijk perspectief met verdwijnpunt niet kenden. Alle figuren zijn gedetailleerd geschilderd, maar van interactie tussen de geschilderde personen is nergens sprake.

## Historiek van het panelengeheel

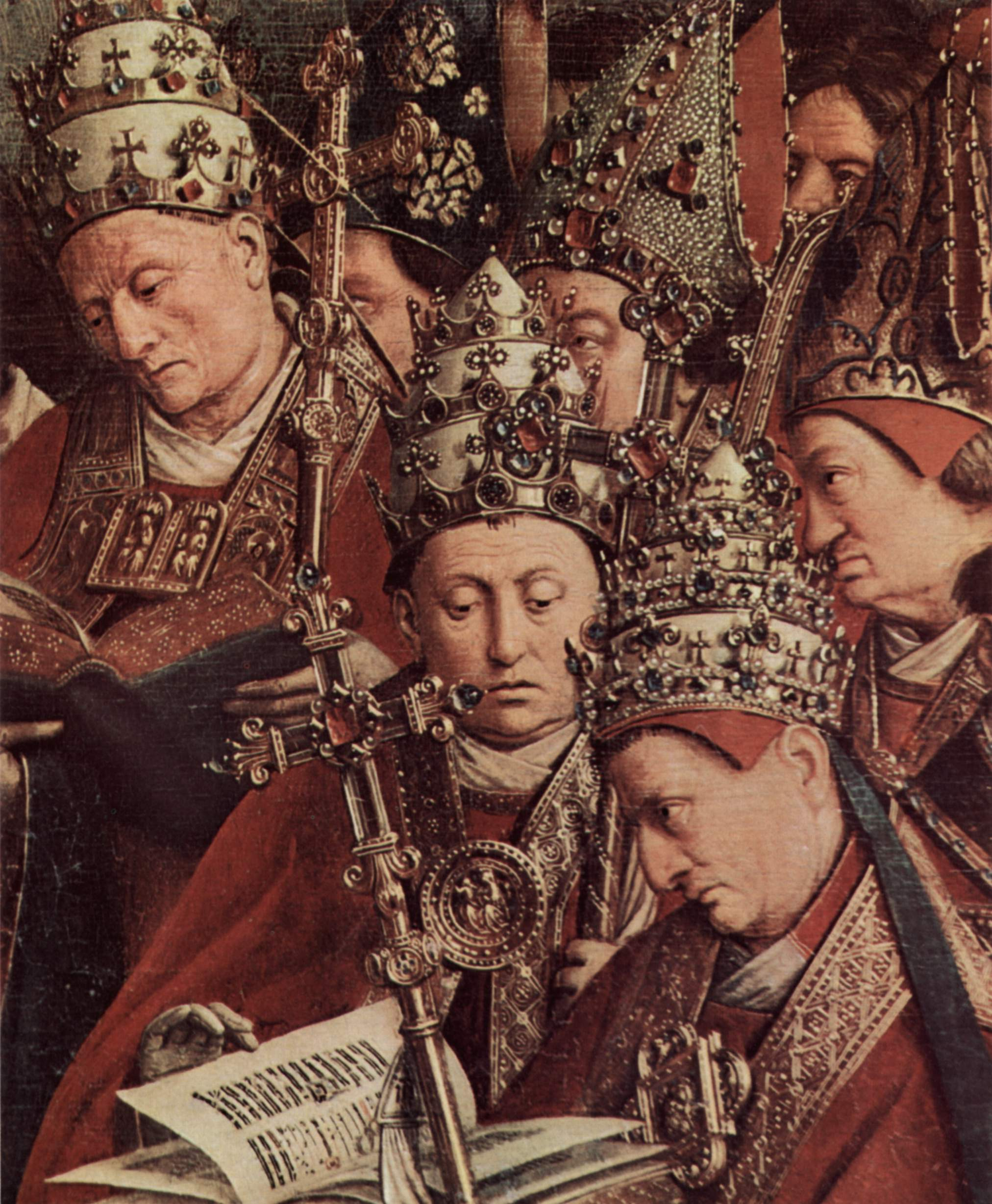
Lam Gods (detail)

Het werk van de gebroeders Van Eyck heeft een bewogen geschiedenis achter de rug. De panelen werden ooit uit elkaar gehaald, illegaal verkocht, vervalst, gesmokkeld, gegijzeld, gecensureerd door overschildering, verborgen gehouden, bedreigd door beeldenstormers en losgeldeisers, als een diplomatiek wapen aangewend, ontvreemd, overlangs doorgezaagd, gered door Australische dubbelagenten en dertienmaal gestolen.
Het kreeg in 1919 met het Verdrag van Versailles zijn definitieve plaats terug in de Sint-Baafskathedraal, nadat onderdelen ervan meer dan een eeuw lang in Duitsland verbleven. De Amerikaanse kunsthistoricus Noah Charney omschrijft het altaarstuk als het meest gestolen kunstwerk in de geschiedenis. Het was het voorwerp van dertien misdaden gedurende zes eeuwen. Hij beweert ook dat dit altaarstuk het invloedrijkste kunstwerk aller tijden is.

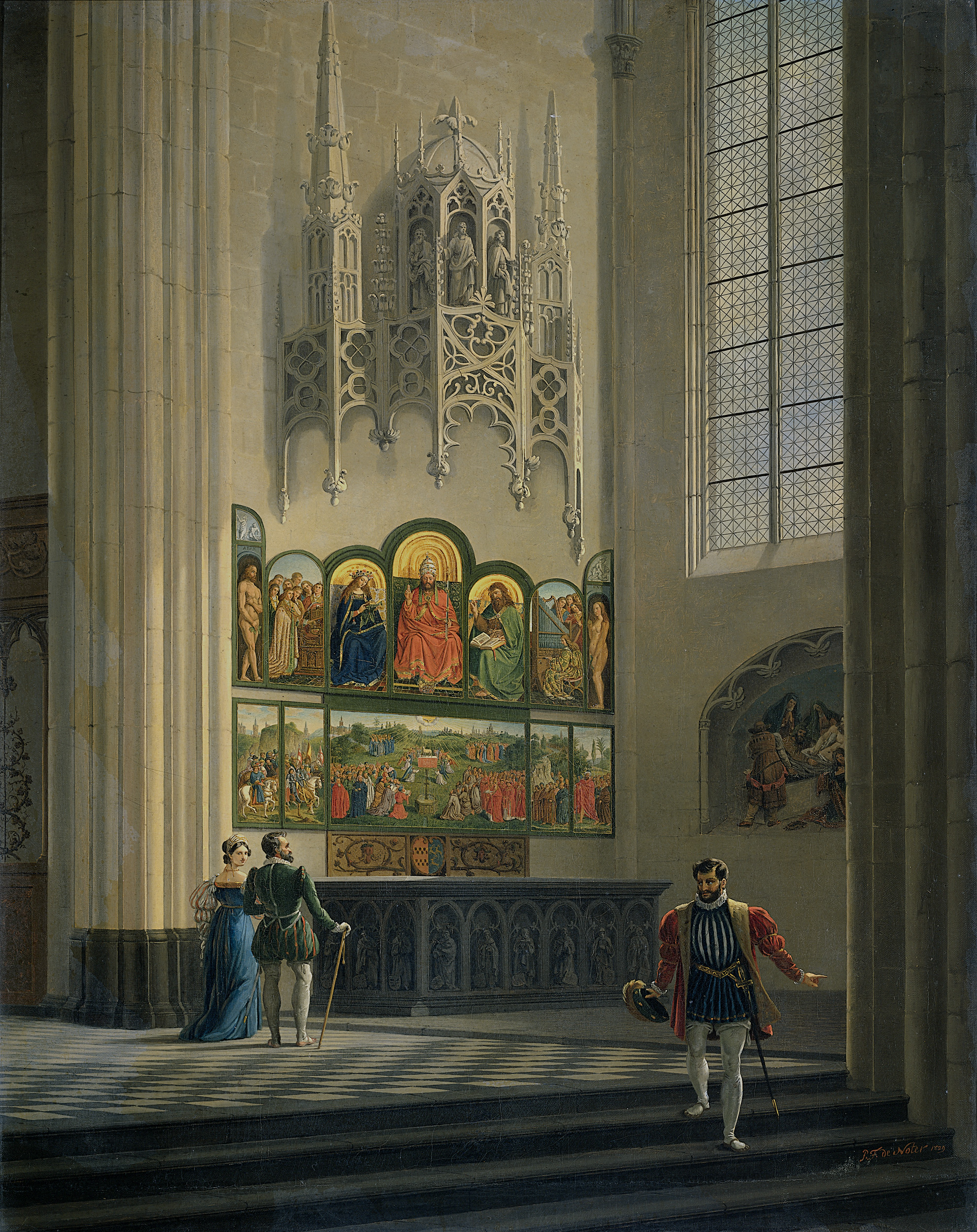
Het Lam Gods van de gebroeders van Eyck in de Vijdkapel (Pieter-Frans De Noter, 1829)

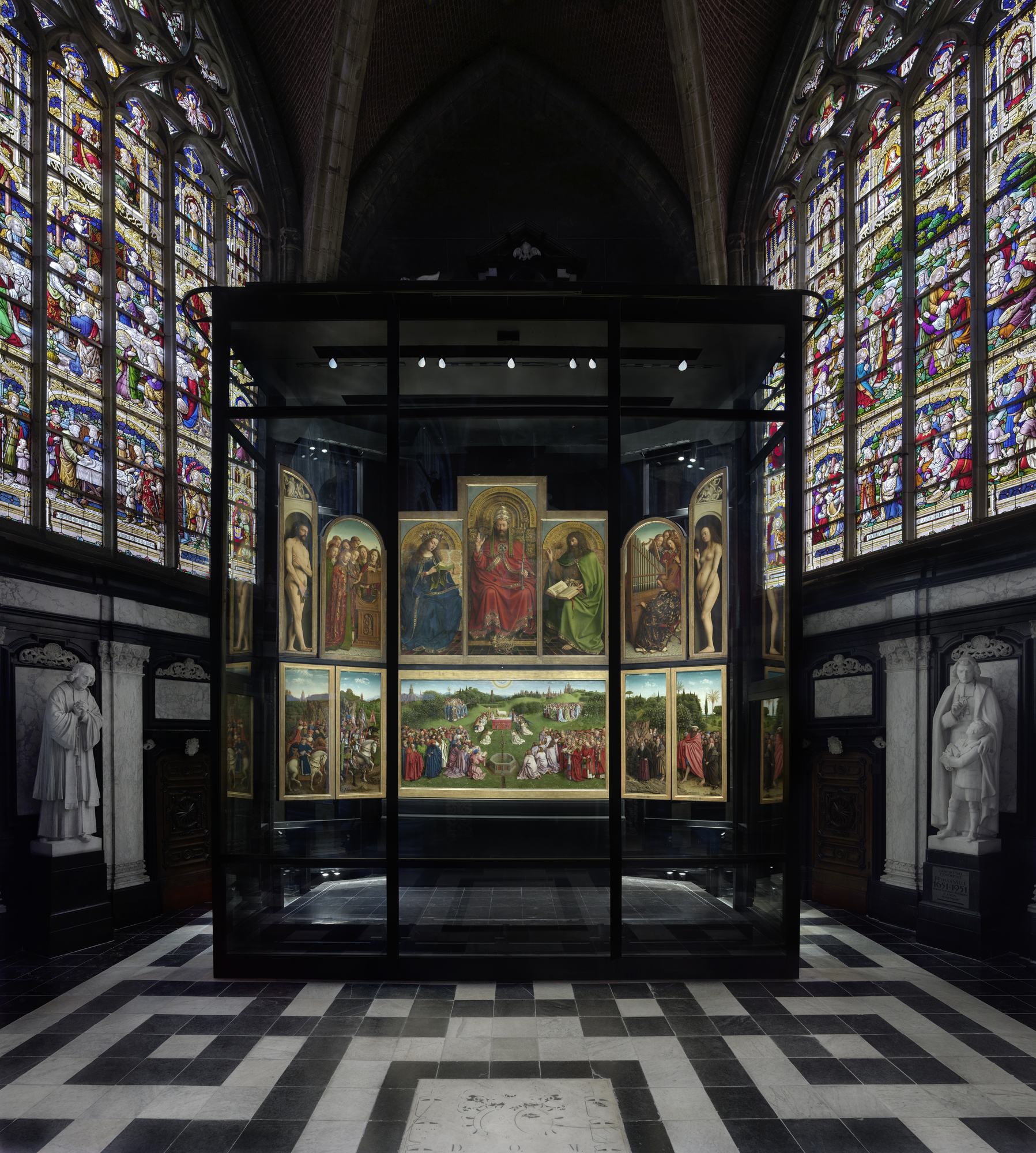
Het Lam Gods overzichtsbeeld van de huidige vitrine in de Sacramentskapel, Sint Baafskathedraal Gent, gebroeders Van Eyck

- 1432: het veelluik opgebouwd uit 20 beschilderde eikenhouten panelen wordt ingewijd in de toenmalige Sint-Janskerk te Gent.
- 1566: tijdens de beeldenstorm verborg men het werk in de toren en werd alzo gevrijwaard van vernieling.[8]
- 1574: het stadsbestuur wil het schilderij aan koningin Elizabeth I van Engeland schenken; door verzet van de kerk ziet men ervan af.
- 1640 of 1641: brand in de kathedraal; het altaarstuk blijft gespaard.
- 1781: verwijdering van zijpanelen Adam en Eva bij bezoek van Jozef II.
- 1794: Franse soldaten nemen de centrale delen mee naar Parijs, de zijluiken worden verborgen.[9]
- 1815: bij de val van Napoleon komen deze panelen terug naar de kathedraal.
- 1816: de zijluiken (uitgezonderd Adam en Eva) worden gekocht door Frederik Willem III en tentoongesteld in de Gemäldegalerie van Berlijn.
- 1822: brand in de kathedraal; schade aan de centrale panelen, in het bijzonder barst in het centrale paneel Aanbidding van het Lam; er komt as en gesmolten lood terecht op het centrale paneel.
- 1826: het centrale paneel barst door de droogte tijdens de zomer doordat het te vast in de lijst gespijkerd zit.
- 1861: verkoop van de panelen Adam en Eva aan de Koninklijke Musea voor Schone Kunsten van België.
- 1894: in Berlijn worden zes zijluiken met de lijsten doormidden gezaagd en geparketteerd.
- 1914: het schilderij wordt verstopt bij de Duitse inval.
- 1920: alle panelen worden weer verenigd als uitvoering van een clausule uit het Verdrag van Versailles (art 247: Germany undertakes to deliver to Belgium, through the Reparation Commission, within six months of the coming into force of the present Treaty, in order to enable Belgium to reconstitute artistic work: The leaves of the triptych of the Mystic Lamb painted by the Van Eyck brothers, formerly in the Church of St. Bavon at Ghent, now in the Berlin Museum).[10]
- 1934: de panelen van De rechtvaardige rechters en van Sint Jan de Doper worden gestolen. Het tweede paneel wordt spoedig teruggevonden.
- 1940: bij de Duitse inval wordt het schilderij naar het kasteel van Hendrik IV van Frankrijk in Pau in Frankrijk gebracht, van waaruit Duitse troepen het in 1942 meenemen voor Hitlers geplande kunstencentrum te Linz om later deel uit te maken van de Linzer Sammlung.
- 8 mei 1945: het Derde Amerikaanse Leger vindt het intacte veelluik terug in de zoutmijnen van Altaussee bij Salzburg, Oostenrijk met weinig schade door de constante temperatuur van 7 °C en relatieve vochtigheidsgraad van 70%.
- begin augustus 1945: transport van het veelluik naar het Munchen Collection Point of the Monuments, Fine Arts and Archives Section.
- 20 augustus 1945: transport per vliegtuig van de panelen naar Brussel en opslag in het Koninklijk Paleis.
- 30 oktober 1945: het veelluik keert terug naar de Sint-Baafskathedraal in Gent; op 6 november is het weer te bezichtigen door het publiek.
- 1951: restauratie van het geheel met aanbrengen van een vernislaag.
- 1986: het schilderij wordt geplaatst in de Villakapel, de vroegere doopkapel.
- 2012: start van een restauratieproject van het geheel in het Museum voor Schone Kunsten van Gent.
- 2021: vernieuwde opstelling Lam Gods in de Sacramentskapel van de Sint-Baafs[11]

### Lam Godsverhuisd naar Sacramentskapel en nieuw bezoekerscentrum
Eind 2007 werd beslist dat het retabel tegen 2014 zou gaan verhuizen naar de sacramentskapel in de kooromgang waar het werk beter tot zijn recht zal komen en een grotere religieuze uitstraling zal vertonen. In 1986 was men ontevreden toen het panelengeheel werd verhuisd van de Vijdkapel naar een kogelwerende glazen kooi in de doopkapel.
De kerkfabriek van Sint-Baafs wil ook andere kapellen van de kathedraal (zoals de bisschopskapel, de pastoorskapel en de Rubenskapel) betrekken bij de toelichting tot alle aspecten rond het retabel zoals de geschiedenis ervan, de diefstal van de Rechtvaardige Rechters met een kleine kopie voor gidsen met groepen. 
In maart 2021 ging het nieuwe bezoekerscentrum open in de Romaanse crypte, met augmented reality en verschillende stukken rond het Lam Gods, waaronder het negende-eeuwse Evangelarium van de heilige Livinus en de grafsteen van Hubert Van Eyck. Het Lam Gods zelf werd verhuisd naar een nieuwe plek in de kathedraal en is sinds maart 2021 te bezichtigen (in een beveiligde staal- en glasconstructie) in de Sacramentskapel.

### Conservatie en restauratie
Bij nader onderzoek van het werk stelde men vast dat het klimaat van het retabel in een glazen kooi in de Doopkapel ongunstig uitviel. Grote schommelingen in vochtigheidsgraad en temperatuur, constante belichting met verkeerde lampen en de slechte luchtkwaliteit door de toevloed van de vele bezoekers waren er de oorzaak van. Door het achtereenvolgens uitzetten en krimpen door de temperatuurschommelingen kwamen er barstjes in de verflaag. Men besloot om het retabel te onderwerpen aan een conservatie, nog niet tot restauratie, eerder tot uitvoeren van dringende instandhoudingswerken. De glazen kooi waarin het Lam Gods staat opgesteld, is vanaf eind 2010 ook aan de bovenzijde afgesloten. Daardoor is het geheel beter beschermd tegen stof, vocht en temperatuurschommelingen. De kosten voor de conservatie bedroegen 35.000 euro.
In 2010 kreeg het retabel ter plaatse een grondige reinigingsbeurt en waar nodig werd de verflaag plaatselijk verstevigd. De losgekomen verfdeeltjes werden opnieuw vastgehecht aan de houten panelen. Daarbij werd het werk aan een grondig instandhoudingsonderzoek onderworpen en stelde men een conditierapport op. Op basis van de bevindingen zou een internationaal team met medewerking van de Nederlandse specialist professor Ron Spronk oordelen of het nodig was tot een grondige restauratie over te gaan. Spronk oordeelde na grondig onderzoek dat er geen reden is tot paniek, maar wel tot bezorgdheid. Men stelde vast dat op sommige plaatsen opstuwing van verflagen voorkomt. Deze kwamen plaatselijk ook los van de drager. Tegelijkertijd werden drie toekomstige conservatiedeskundigen opgeleid. De opleiding werd bekostigd door de Getty Foundation met een budget van 175.000 euro. Tijdens het vooronderzoek van het retabel, onderzocht met de panelen met een Hirox-microscoop, die een driedimensioneel beeld oplevert van de verschillende lagen op elk paneel.
Men stelde ook vast dat de kopie uit 1941 van de Rechtvaardige Rechters de grootste gebreken vertoonde, omdat dit paneel nog nooit gerestaureerd was. Deze kopie werd voor onderzoek verplaatst naar het Koninklijk Instituut voor het Kunstpatrimonium (KIK) te Brussel. De kopiist Van der Veken gebruikte eiwit als bindmiddel van de pigmenten (de temperatechniek), in plaats van olie. Van der Veken gebruikte als drager een plank uit een oude kast van inheemse eik in plaats van planken van Baltische eik. Dat het middeleeuwse schilderij in betere staat was dan de vrij recent geschilderde kopie toont aan in welke mate Van Eyck de olieverftechniek beheerste, met inachtneming van de droogtijden tussen de verschillende glacerende lagen. Sommige kunsthistorici en restauratoren zijn ervan overtuigd dat hij een tot nu toe niet na te maken hars aan zijn verf toevoegde, wat het nog steeds rijke coloriet van zijn werken kan verklaren. Bij het onderzoek trachtte men ook te achterhalen of de eikenhouten panelen uit dezelfde boom gezaagd waren en welke delen van het veelluik door welke broer werden geschilderd.
Tijdens het onderzoek maakte men gebruik van infraroodreflectografie, waardoor onder de verflagen verscholen ondertekeningen zichtbaar werden. Zo kwam naar voren dat de centraal gesitueerde doopfontein op het onderste middenpaneel niet op de eerste tekening voorkwam. Zo kwam ook aan het licht dat meer mensen dan de Van Eycks deel hadden aan het werk, doordat de engelen van mindere kwaliteit zijn.

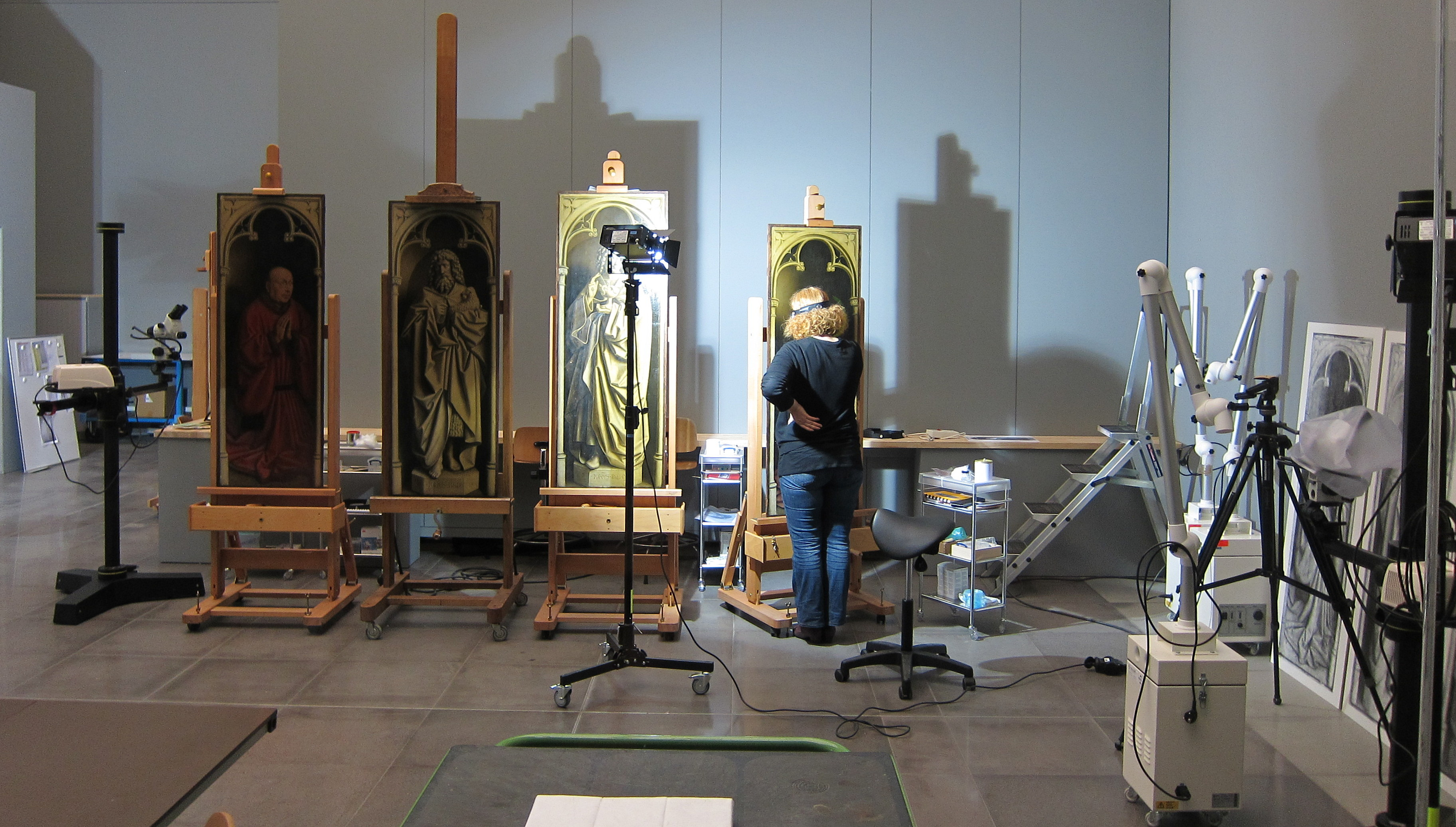
Restauratie van het Lam Gods in het Museum voor Schone Kunsten (Gent)

Na een grondige studie van gezaghebbende experts onder leiding van professor Anne van Grevenstein (Universiteit Amsterdam) en Ron Spronk (Queens University), stelde men eind november 2010 dat het veelluik toe was aan een grondige restauratie. Daarbij moest een laag verdonkerd vernis worden verwijderd, die gedeeltelijk samengesteld was uit synthetische hars en aangebracht bij een vorige restauratie in 1950. De onregelmatig aangebrachte vernis geeft namelijk een vertekend beeld. De oude vernislagen waren deels vergeeld of gebarsten en dreigen op termijn de verf te beschadigen. Daarnaast moesten delen van de losgekomen verf worden gefixeerd. Verdonkerde bijwerkingen van vorige ingrepen moesten dringend hersteld worden.
Vanaf oktober 2012 onderging het werk voor vijf jaar lang een ingrijpende restauratie. Men startte met de acht buitenluiken, waaronder de portretten van de schenkers van het veelluik. Bart Devolder zorgde voor de coördinatie in het restauratie-atelier. De restauratie vondvoor het grootse deel plaats in het Gentse Museum voor Schone Kunsten. Via een glazen wand kon het publiek de restauratie bezichtigen. Bij een test in 2010 waarbij een klein deel als proef werd schoongemaakt gaf het geheel meer kleur.
Livia Depuydt zorgde voor de coördinatie van de werkzaamheden. De kosten van de restauratie werden destijds geschat op rond de 1,4 miljoen euro. Na vijf jaar werk keerde het werk terug naar Gent, aldus kanunnik Ludo Collin.
Naar aanleiding van de vijf jaar durende restauratie gingen er gedurende deze periode in het Gentse Provinciaal Cultuurcentrum Caermersklooster een aantal tentoonstellingen door over het retabel. De tentoonstelling vonden plaats vanaf oktober 2012 en gingen over het Lam Gods ont(k)leed, waarheen met het Lam Gods en de restauratie van het retabel op de voet gevolgd. Er was een reconstructie te zien van het altaarstuk op ware grootte met afdrukken van de onderliggende en voorbereidende tekeningen van de Van Eycks. Later kwamen verschillende projecten van ontwerpers aan bod rond waar en hoe het Lam Gods na de restauratie een nieuwe plaats zou krijgen in of nabij de Gentse Sint-Baafskathedraal.
Juni 2013 besliste de internationale commissie van experts ter zake tot een restauratie waarbij alle latere toevoegingen zouden worden verwijderd. Daardoor zou men de oorspronkelijke verflaag van Van Eyck kunnen blootleggen en werden alle details onder de overschilderingen en vernislagen weer zichtbaar. Men was ook van plan de deels beschilderde lijsten te restaureren.
De restauraties werden weer hervat in 2018, omdat 2020 in België tot het Van Eyck-jaar uitgeroepen was. Van oorsprong bleek het lam andere ogen, oren en een snuit te bezitten. De ogen kijken de toeschouwer priemender aan. Door lagen verf rond de kop van het dier weg te halen, zagen de onderzoekers dat onder het gras oren verstopt zaten en werd er vermoed dat het lam er anders uit had gezien. De oorspronkelijke verflaag bleek nauwelijks beschadigd en voor de helft overgeschilderd. Door de restauratie heeft het Lam Gods weer twee oren in plaats van vier. Ook het gras, de lucht, gebouwen en heuvels ondergingen een transformatie. Nu rest de vraag waarom men in de 16e eeuw besloot het meesterwerk aan te passen; de leidende theorie luidt dat men het decorum en de waardigheid van de goddelijke figuren wilde herschrijven.
Zie ook Van Eyck. Een optische revolutie, een tentoonstelling in het Museum voor Schone Kunsten te Gent, die ook de restauratie belicht.

### Digitale ontsluiting
Vanaf eind februari 2012 activeerde men een site die 100 miljard pixels telt over het altaarstuk met röntgenfoto's en infraroodfotografie. Het initiatief kwam tot stand dankzij een samenwerking tussen professor Ron Spronk, het KIK te Brussel en de VUB. Het werd mede gefinancierd door de Getty Foundation en de Nederlandse Organisatie voor Wetenschappelijk Onderzoek.

## Diefstal van het paneelDe Rechtvaardige Rechters

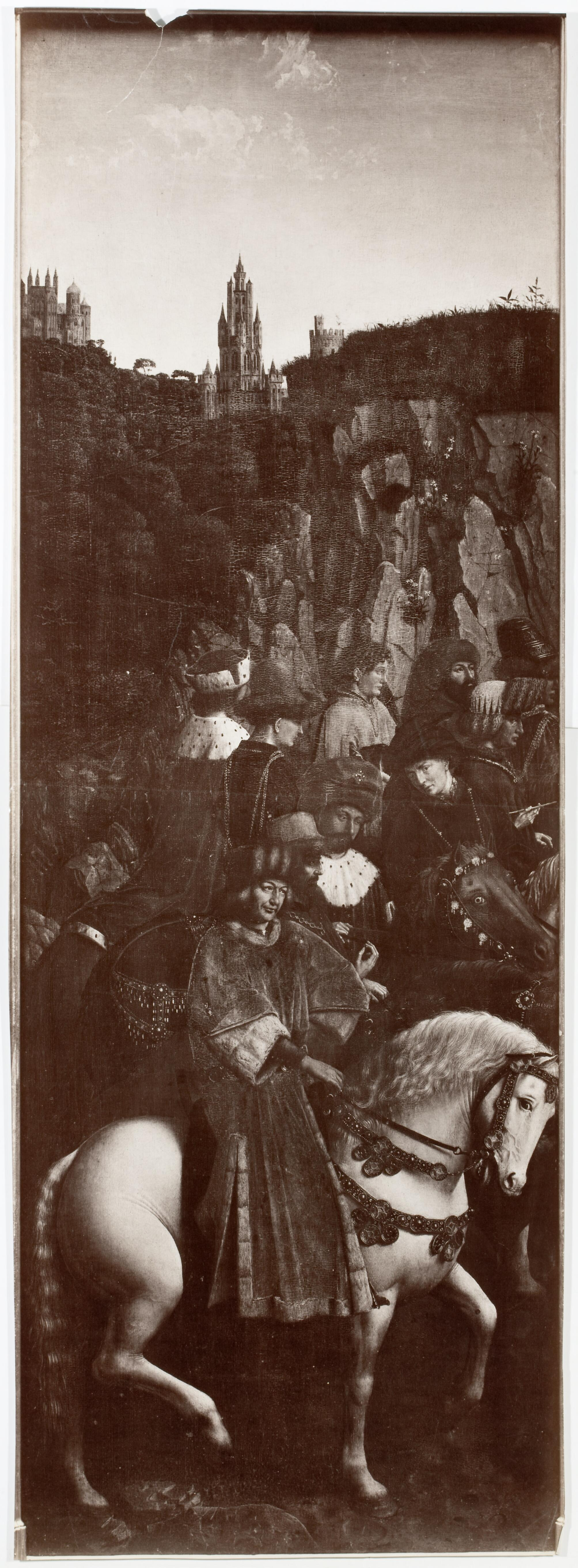
Het oorspronkelijke paneel van de Rechtvaardige Rechters is alleen nog vastgelegd op deze zwart-witfoto

### "De stoutmoedige diefte"
In de nacht van 10 op 11 april 1934 verdwenen twee panelen uit het retabel. Beide panelen werden enkele weken later gebruikt om er de bisschop van Gent mee af te persen. Eén paneel, Sint Jan de Doper, werd op 28 mei 1934 terugbezorgd. Het andere paneel, De Rechtvaardige Rechters, is tot op heden spoorloos.
Arsène Goedertier, een wisselagent uit Wetteren en voormalig koster van de Sint-Gertrudiskerk (Wetteren), wordt ervan verdacht betrokken te zijn geweest bij de kunstroof. Bij zijn overlijden op 25 november 1934 in Dendermonde waren zijn laatste woorden: "Ik heb een priester doen roepen maar mijn geweten is gerust. Luister ... Ik alleen weet waar het Lam Gods is. Ik alleen weet het. Het dossier van heel die zaak zult gij vinden in mijn klein bureel in de schuif rechts van de schrijftafel in een omslag Mutualité. Dus gij weet waar het dossier is, en ..." Hij stierf voor hij de bergplaats van het paneel bekend kon maken. Er zijn echter geen verdere bewijzen van Goedertiers betrokkenheid en sommigen betwijfelen dan ook sterk dat hij ook de dief zou zijn geweest.
Het paneel met de Rechtvaardige Rechters werd in 1941 vervangen door een kopie van de hand van Jef Van der Veken. Het origineel is nooit teruggevonden. De kopiist schilderde in het koor der Rechters de toenmalige koning Leopold III, om er duidelijk op te wijzen dat het gaat om een kopie. De kopiist kon beschikken over een andere geschilderde kopie van de hand van Michiel Coxcie, in 1559 vervaardigd voor Filips II van Spanje. Het schilderen van dit vervangende paneel, in oppervlakte ongeveer één dertigste van het totale veelluik, heeft zes maanden aan arbeid gevergd.

### De zoektocht naar het verdwenen paneel

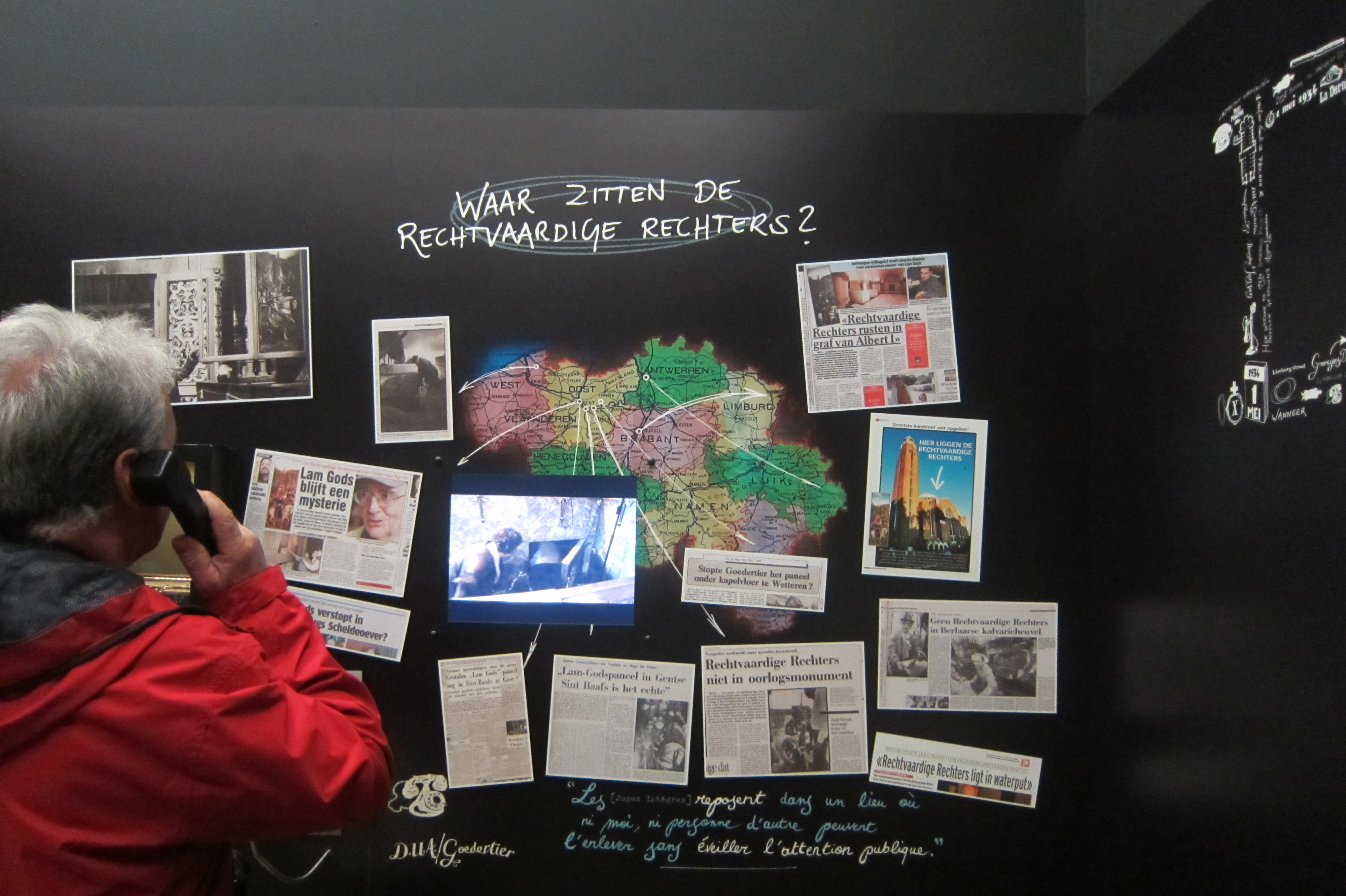
Gentse Stadsmuseum STAM, evocatie zoektocht verdwenen paneel van Lam Gods, 2017

Het Gentse stadsmuseum (STAM) brengt via een evocatie in een aparte ruimte de zoektocht naar het vermiste deel in beeld. Tot op heden is het paneel niet gevonden. Men gaat ervan uit dat het paneel, als het ergens verborgen ligt, minstens zwaar door de tijd moet zijn aangevreten. Andere theorieën laten het paneel ondertussen lang opgenomen zijn in een privécollectie.
Gaston De Roeck, een van de bekende speurders naar het verdwenen paneel, zette een website op om de zoektocht naar het paneel vorm te geven. Deze poging was echter tevergeefs. Maria De Roo uit Wetteren heeft gezien dat de SS tijdens de oorlogsjaren het graf van Arsène Goedertier liet openbreken om aanwijzingen te vinden. Zij vermoedt dat het paneel nog tijdens de Tweede Wereldoorlog werd teruggevonden en teruggehangen werd in de Sint-Baafskathedraal in Gent.
In de jaren zeventig van de 20ste eeuw kwam Gust Vervloet op basis van schetsen van Goedertier en wichelroedeonderzoek tot het besluit dat het paneel achter een marmeren plaat in de Sint-Baafskathedraal in Gent verborgen zat. Na het wegbreken van de plaat vond men echter niets.
Een op rust gestelde politieagent Chris Noppe beweerde in 2001 in een publicatie dat het paneel zich in de koninklijke crypte van koning Albert I in Laken bevond, omdat het paneel verdween in het jaar van het overlijden van de koning. Het Paleis gaf evenwel nooit toestemming tot verder onderzoek.
In november 2006 liet Vlaams minister van Cultuur Bert Anciaux 20.000 euro opzij leggen voor de vinder van het paneel: "Het is geen premie voor de eerlijke vinder, maar als iemand het paneel nu echt weet te liggen maar er niet bij kan omdat de graaf- of breekkosten te hoog zijn, kan hij een beroep doen op de vergoeding, op voorwaarde dat het paneel boven water komt". Speurder Willy Nachtergaele vermoedde in 2006 dat het ontvreemde paneel verborgen zat in de Sint-Laurentiuskerk in Antwerpen (op de hoek van de Van Schoonbekestraat en de Markgravelei), die gebouwd werd in hetzelfde jaar van de diefstal. De Sint-Laurentiuskerk speelde een rol in de weken na de diefstal, omdat de afperser bij de pastoor van deze kerk kwam om een gedeelte van het losgeld op te halen.
In 2007 publiceerde auteur Christtian Stickx (pseudoniem) een gedeeltelijk op reeds verschenen informatie gebaseerde analyse van de feiten, waarbij hij De Sint-Hubertuskapel in de Belgische gemeente Tervuren aanduidde als bergplaats en verbanden legde tussen de zaak van de Rechtvaardige Rechters en het voor de Rooms-Katholieke Kerk cruciale 'geheim', dat verscholen zou liggen in of nabij het Franse Rennes-le-Château.
Op 28 juni 2008 kreeg de politie van Gent een tip binnen van Franky De Smet, die zich in de brieven van Goedertier had verdiept en misschien de bergplaats van het paneel kende. Hij beweerde dat het paneel in een zinken omhulsel in een waterput verborgen zou liggen aan de Gentse Sint-Jansvest. Graafwerken daar leverden niets op. In augustus 2009 kwam de Gentse advocaat Johan Vanden Abeele aanzetten met de theorie dat het verdwenen paneel verborgen zou zitten in een van de veertien kapelletjes van de kruisweg aan de Calvarieberg in Overmere-Donk.
In september 2012 werd in de ene krant na de andere gemeld dat de familie van de voormalige Belgische minister en partijvoorzitter August de Schryver in het bezit van het gestolen paneel zou zijn. Het schilderij moest als onderpand hebben gediend voor de Gentse katholieke familie De Schryver en andere kapitaalkrachtige katholieken, om in de jaren dertig de Algemeene Bankvereeniging, voorloper van de KBC, die door de crisis in zware moeilijkheden was geraakt, te redden.
Tot zijn overlijden in februari 2013 beweerde Robert Senelle dat het paneel nog intact was. Senelle zou al sinds 1980 op de hoogte zijn geweest, toen August de Schryver uit zijn handen het eredoctoraat van de Gentse universiteit had ontvangen.
Na De Schryvers overlijden zouden de Rechtvaardige Rechters via erfenis in het bezit van Marcel Storme zijn gekomen. Die zou er uit angst voor een schandaal niet mee naar buiten willen komen. Senelle heeft zijn informatie sinds 2002 in alle discretie gedeeld met Paul De Ridder. Na lang en discreet aandringen bij Marcel Storme, eerst door Senelle, dan door De Ridder, stapte de laatste in juli 2013 naar het gerecht in Gent, dat tot vandaag een onderzoeksrechter op de been brengt en op 28 maart 2014 naar de nieuwsstudio van VRT, daar evenwel zonder een naam te noemen. De familie De Schryver reageerde bij monde van de aangetrouwde families Storme en Van Cauwelaert bitsig afwijzend op de (anonieme) beschuldiging, onder anderen Rik Van Cauwelaert in Reyers Laat op 31 maart 2014.
Eind juni 2015 verklaarde het Gentse parket geen prioriteit te geven aan het aanwijzen van de schuldige, maar wel aan het intact terugvinden van het destijds gestolen paneel. Immers, de in 1934 gepleegde feiten en heling van het kunstwerk zijn intussen verjaard. Daarom stelde het parket dat het niet meer de bedoeling is mensen te vervolgen in dit dossier. Tezelfdertijd verklaarde de nu 93-jarige Jan Bosselaers dat een advocaat in de jaren 80 van de 20ste eeuw contact legde met mensen van de toenmalige Kredietbank, nu KBC, om het paneel terug te bezorgen tegen 20 miljoen Belgische frank. De bank besloot mee te gaan in dit dossier maar de tegenpartij hield de boot ten slotte af uit schrik voor juridische gevolgen. In deze zaak is oplichting niet uit te sluiten omdat de aanbieder geen bewijs leverde dat hij het paneel in zijn bezit heeft.

## Trivia
- In 2018 bereidde het NTGent een omstreden theaterproductie voor waarbij de figuren van het paneel als levende personen geëvoceerd werden. Regisseur Milo Rau stelt dat in het schilderij mythologische personages gezichten kregen van Gentse inwoners. Met deze re-enactment wilde hij hetzelfde doen als destijds Van Eyck.[28]

- De kunstenaar Kris Martin maakte in 2014 een werk genoemd Altar, bestaande uit metalen lijsten van het Lam Gods. Voor de laatste tentoonstelling rond de zee als eresaluut aan Jan Hoet plaatste de kunstenaar dit werk op het Oostendse strand.